# Stevan Stošić
Stevan Stošić  (Kruševac , 1984. augusztus 9. –) szerb labdarúgó, középpályás. Jelenleg a Mogren Budva játékosa

## Külső hivatkozások
- Profilja a bdfutbol.com-on (angolul)